# Cinnamomum kwangtungense
Cinnamomum kwangtungense là loài thực vật có hoa trong họ Nguyệt quế. Loài này được Merr. miêu tả khoa học đầu tiên năm 1934.